# Château de Montluc
Le château de Montluc, ou de Monluc, du nom de son propriétaire le plus célèbre, Blaise de Monluc, se situe sur la commune d'Estillac, dans le département français de Lot-et-Garonne. 

## Histoire
Le château, dont les éléments les plus anciens datent du XIIIe siècle, appartint alors à la famille d'Autièges. Au début du XVIe siècle il passa aux Mondenard, qui firent élever les bâtiments de style Renaissance, puis à Blaise de Monluc par héritage d’un oncle en 1544, dont il racheta progressivement les parts de ses frères et sœurs. 
Il y résida peu avant la mort de sa mère en 1571, mais à partir de cette date y entreprit de grands travaux, dont l'enceinte bastionnée, dont il avait pris l'idée lors de ses campagnes militaires en Italie, et qui annonce les fortifications de Vauban. Une de ses lettres datée de 1567 indique qu'il fait venir du bois pour construire son château, mais a dû commencer les travaux après la mort de sa première femme).
Ces travaux avaient probablement pour but de rendre le château défendable pendant les troubles des guerres de religion, notamment en ajoutant des bastions protégeant l'entrée. 
Ayant également prévu de construire une chapelle funéraire pour lui dans le bastion Est, il fit tailler un monument avec un gisant le représentant en armure, dont le soubassement est en forme de coffre ou de cercueil sculpté, qui se trouve à l'extérieur, au pied des murailles.
Les travaux ont englobé les anciens bâtiments. Les ailes et les bastions Sud et Est reprennent un plan qui a été introduit par les ingénieurs militaires italiens et dont on peut voir la première mise en pratique en France à Navarrenx que Fabricio Siciliano a fortifié pour Henri d'Albret. Les défenses de l'entrée comme les parties hautes du bastion est ont dû être démolies en 1793.
Blaise de Monluc s'y retira en 1575 pour écrire ses Commentaires mais il mourut en 1577 à Condom dont son fils était évêque et a été inhumé dans la cathédrale de la ville; de ce fait, son monument funéraire s'est trouvé réduit au rôle de cénotaphe. 
Monluc avait laissé l'usufruit du château à sa seconde épouse Isabeau de Beauville à condition qu'elle ne se remarie pas; du fait qu'elle se remaria avec François Pérusse des Cars en  1579, le domaine en son entier passa à un petit-fils mineur du maréchal, Charles de Monluc (fils de Pierre-Bertrand), issu de son premier mariage, et sa mère en prit alors possession en son nom (Charles, mort en 1596, légua  à son cousin germain Adrien, fils de François-Fabian de Monluc, au détriment de sa propre fille Suzanne, épouse d'Antoine de Lauzières-Thémines). 
Au XVIIe siècle il passa aux Lauzières-Thémines (issus de Charles), aux d'Escoubleau de Sourdis (issus d'Adrien), aux Marans, fut vendu en 1753 à René-Louis de Montadouin, qui le revendit à  François-Louis de Brondeau d'Urtières, en 1787 : depuis il s'est transmis par mariage aux familles de Laroche, de Flaujac, puis dans la famille Barbara de Labelotterie de Boisséson.
Le château, dont le mur du salon fut recouvert d'une "tenture de papier peint" imitant le damas et orné d'un grand portrait en pied et en costume de sacre du roi Charles X d'après Gérard, fut classé au titre des monuments historiques le 5 mars 1958. Le cénotaphe dans le parc du château a été inscrit par arrêté du 11 avril 1947.

## Description
Le château a un plan trapézoïdal très fermé donnant à la cour intérieure un plan presque triangulaire.

## Galerie

Galerie
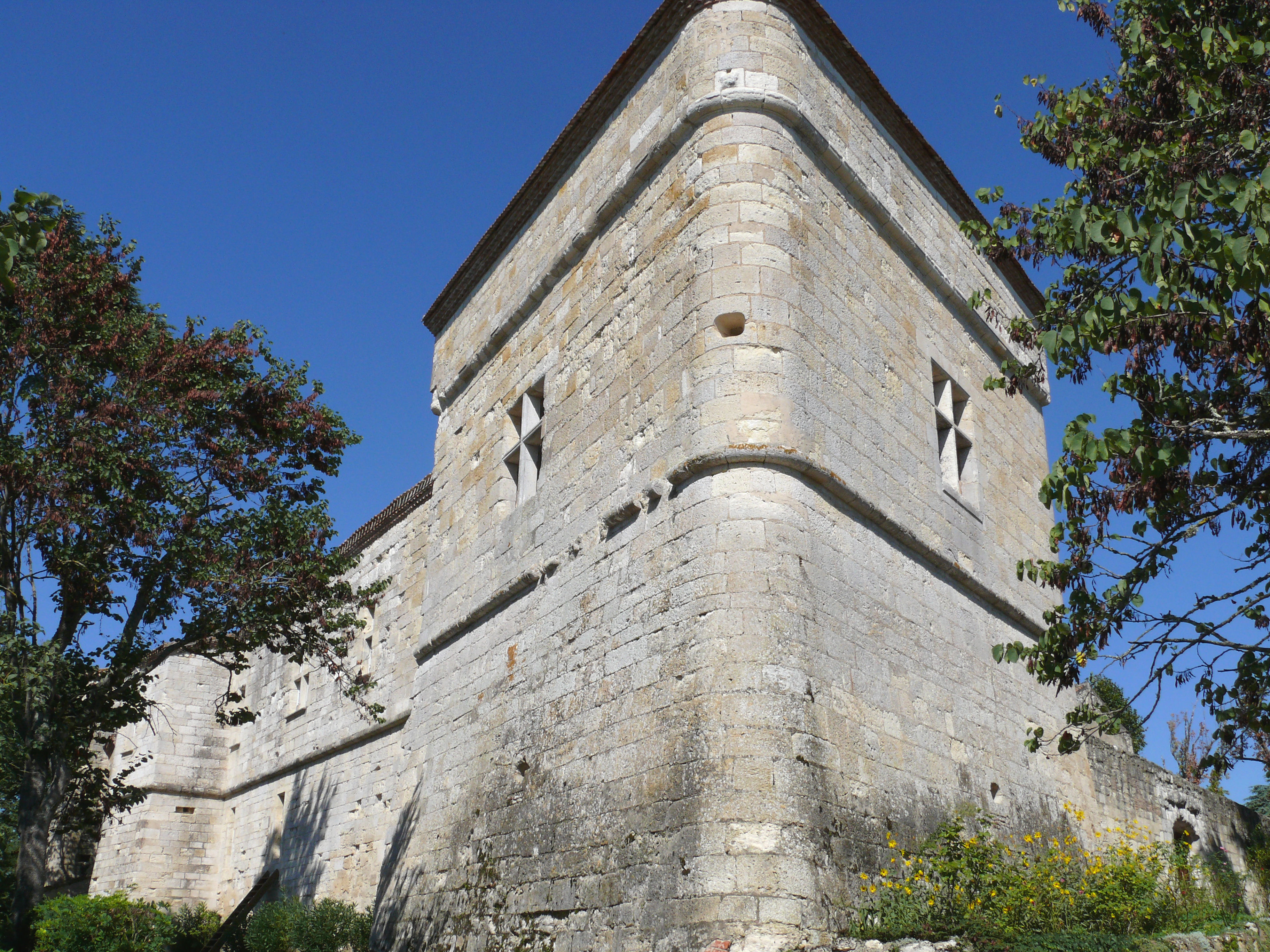
Bastion Sud-Est.
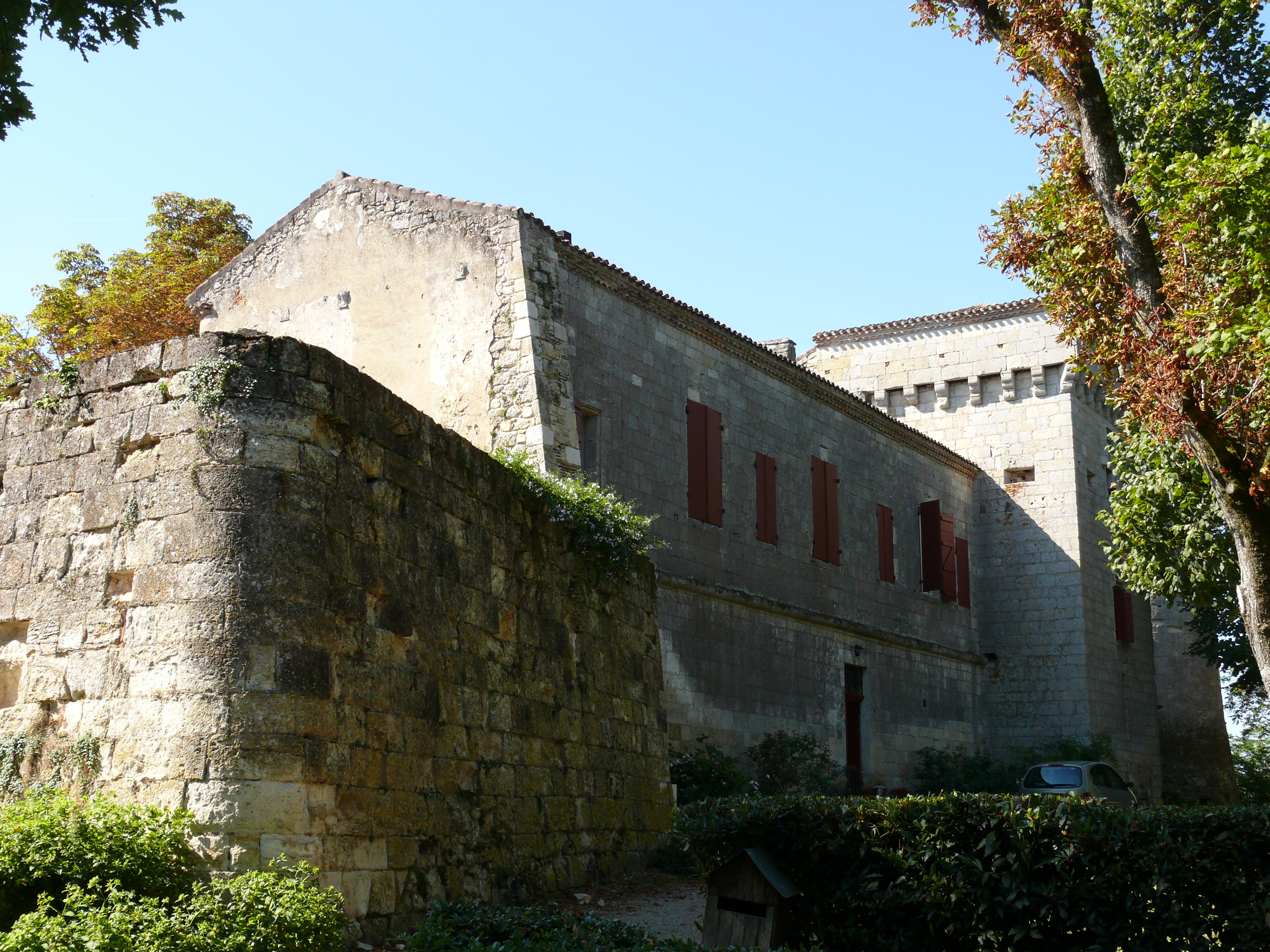
Front Nord.